# 儒礼尼師今
儒礼尼師今（じゅれい にしきん、生年不詳 - 298年）は、新羅の第14代の王（在位:284年 - 298年）であり、姓は昔氏。第11代の助賁尼師今の長男で、母は朴氏の奈音葛文王の娘であり、ある夜に星の光が口の中に入り身ごもったといい、誕生した日の夕方に芳香が立ち込めたという。『三国遺事』王暦では世理智王とも記される。
『三国史記』新羅本紀・儒礼尼師今紀では分注において、「古記によれば第3代の儒理尼師今と第14代の儒礼尼師今とが同じ諱であり、いずれが正しいのか判らない」としている。

## 治世
286年1月に百済が講和を求めて使者を送ってきた。この後、295年春に倭への対抗の必要から百済と和することを群臣に諮ったが、舒弗邯（1等官の伊伐飡の別名）の弘権の反対を受けて、百済との和親を見送った。倭との交戦については、
- 287年4月、倭人が一礼部[1]に来たり、集落に放火して周り、1千人を捕虜にして立ち去った。
- 292年、倭兵が沙道城（慶尚北道浦項市）を陥落させようとしたので一吉飡の大谷に命じて救援させた。
- 294年、倭兵が長峯城を攻めたが、勝てなかった。

などとあり、また、沙道城を改築して沙伐州（慶尚北道尚州市）の有力な80余家を移住させ、倭に備えたという。
297年、伊西国（伊西古国とも。慶尚北道清道郡）に攻められ首都金城（慶州市）を包囲されるが、竹葉軍の助力を得てこれを退却させることに成功したという。
在位15年にして298年12月に死去した。埋葬地は伝わらない。